# Barrhead (Regno Unito)
Barrhead (in gaelico scozzese: Ceann a' Bhàirr) è una cittadina (e anticamente burgh) di circa 17 000 abitanti della Scozia sud-occidentale, facente parte dell'area di consiglio del Renfrewshire Orientale (East Renfrewshire), di cui costituisce il centro maggiore.

## Geografia fisica
Barrhead si trova a sud/sud-est di Glasgow, da cui dista circa 8 miglia.

## Storia
Barrhead sorse nella metà del XVIII secolo nell'area dove un tempo sorgevano alcuni piccoli villaggi sparsi quali Aurs, Dealston, Dovecothall e Fereneze.
Con l'avvento della rivoluzione industriale, Barrhead, che in precedenza era un centro preminentemente agricolo, si sviluppò come centro tessile.

## Monumenti e luoghi d'interesse

### Architetture religiose

#### Bourock Church
Tra i principali edifici religiosi di Burrhead, figura a Bourock Church, inaugurata nel 1843.

#### Barrhead South Parish Church
Altro edificio religioso della cittadina è la Barrhead South Parish Church, risalente al 1846.

### Architetture civili

#### Cowan Park
Altro luogo d'interesse è Cowan Park, un parco inaugurato nel 1911 in occasione dell'incoronazione di re Giorgio V.

### Siti archeologici

#### Arthurlie Cross
Altro monumento di Burrhead è l'Arthurlie Cross, una pietra del IX secolo.

## Società

### Evoluzione demografica
Nel 2019, la popolazione di Barrhead era stimata in 17 700 unità.
La località ha conosciuto un incremento demografico rispetto al 2016, quando la popolazione stimata era pari a 17 610 unità (di cui 9 306 erano donne e 8 304 erano uomini). Il dato era in incremento anche rispetto al 2011, quando la popolazione censita era pari a 17 440 unità (dato però in calo rispetto al 2001, quando Barrhead contava 17 560 abitanti.
Nel 2016, la popolazione era in al di sotto dei 16 anni era stimata in 3 109 unità (di cui 1 938 erano i bambini al di sotto del 10 anni), mentre la popolazione dai 65 anni in su era stimata in 3 229 unità (di cui 901 erano le persone dagli 80 anni in su).